# 海梅·贝尔蒙特
海梅·贝尔蒙特（西班牙語：Jaime Belmonte，1934年10月8日—2009年1月21日），墨西哥男子足球运动员，司职边锋。他曾代表墨西哥国家队参加1958年国际足联世界杯，结果队伍止步小组赛阶段。